# 中澤瞳 (哲学者)
中澤 瞳（なかざわ ひとみ）は、日本の哲学者。日本大学通信教育部・大学院総合社会情報研究科 准教授。

## 略歴
2011年、日本大学大学院文学研究科博士後期課程 修了。「メルロ=ポンティにおける身体の根源性:身体と認識の原初的不可分性」で日本大学博士（文学）。
大学院修了後は、日本大学・立命館大学・明星大学・東京理科大学・成蹊大学・立教大学等で非常勤講師や客員研究員として勤務。2015年、日本大学通信教育部文理学部哲学専攻に助教として着任。2018年より同准教授。

## 著書

### 共著・共訳
- マーサ・ヌスバウム著、河野哲也監訳『感情と法 現代アメリカ社会の政治的リベラリズム』（2010年、慶應義塾大学出版会）
- マーサ・ヌスバウム著、河野哲也監訳『良心の自由 アメリカの宗教的平等の伝統』（2011年、慶應義塾大学出版会）
- ジョナサン・コール著、河野哲也・松葉祥一監訳『スティル・ライヴズ 脊髄損傷と共に生きる人々の物語』（2013年、法政大学出版局）
- （金井淑子・竹内聖一 編著）『ケアの始まる場所 哲学・倫理学・社会学・教育学からの11章』（2015年、ナカニシヤ出版）
- （モーリス・メルロ=ポンティ編著、加賀野井秀一・伊藤泰雄・本郷均・加國尚志 監訳）『メルロ=ポンティ哲学者事典 第3巻』（2017年、白水社）
- （松葉祥一・本郷均・廣瀬浩司 編）『メルロ=ポンティ読本』（2018年、法政大学出版局）
- （稲原美苗・川崎唯史・中澤瞳・宮原優 編）『フェミニスト現象学入門 経験から「普通」を問い直す』（2020年、ナカニシヤ出版）
- （「看護職とハラスメント」実態調査班 編）『看護職とハラスメント ”サバイバー”の語りから見えてくるもの』（2023年、日本看護協会出版会）
- （稲原美苗・川崎唯史・中澤瞳・宮原優 編）『フェミニスト現象学 経験が響きあう場所へ』（2023年、ナカニシヤ出版）